# Rob ten Berge
Rob ten Berge (Goor, 23 december 1952 - 12 januari 2016) was een Nederlandse beeldend kunstenaar. Zijn nalatenschap betreft onder andere portretten, tekeningen en schilderijen.

## Leven en werk
Rob ten Berge werd geboren in het Twentse stadje Goor, waar hij ook opgroeide. Zijn ouders hadden vier zonen en een dochter. Onderwijs kreeg Ten Berge onder meer in het pensionaat Sint Louis te Amersfoort en aan het Twickel College te Hengelo. Zijn kunstopleiding volgde hij aan de Academie voor Kunst en Industrie (AKI) in Enschede, en later aan de Hogeschool voor de Kunsten te Arnhem, waar hij een onderwijsbevoegdheid behaalde. Uit zijn huwelijk, dat niet standhield, had hij een dochter en een zoon.
Ten Berge heeft vanaf 1977 (eerste expositie in Goor, met twee van zijn broers) vele tientallen solotentoonstellingen gehad en aan tientallen groepstentoonstellingen deelgenomen. Hij was enige tijd bestuurslid van de Beroepsvereniging van Beeldende Kunstenaars. Zijn ateliers vond hij zoal in Zwolle, Hengelo en Almelo.
Hij onderscheidde zich in zijn werk enerzijds met soms surrealistische, vaak schijnbaar figuratieve abstracte schilderijen, anderzijds met het schier eindeloos in getekende schema's voortborduren op het werk van Leonardo da Vinci. Diens werk Vitruviusman was gebaseerd op de ideeën van Vitruvius omtrent de relatie tussen de ideale bouwkunst en de verhoudingen van het menselijk lichaam, waarin ook een verband ligt met de gulden snede. Ten Berge vond in het verlengde daarvan overeenkomstige verhoudingen tussen toonhoogten, atoomgewichten, energieniveaus, chakra's en planeetafstanden. Overigens was hij, naar eigen zeggen, in 1983 de eerste persoon die een Vitruviusvrouw schiep. De link met Da Vinci was voor Ten Berge wezenlijk: hij beweerde de reïncarnatie te zijn van Francesco Melzi, de favoriete leerling van 'de oude baas'.

## Galerij

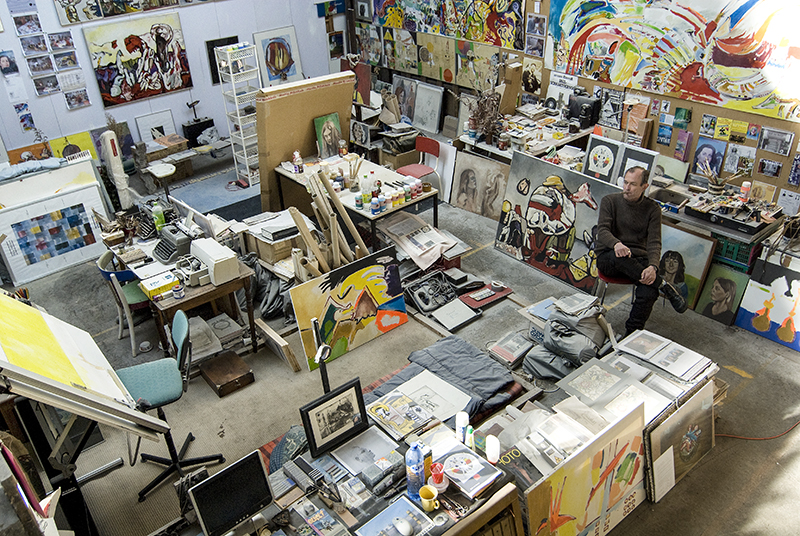
Ten Berge in zijn atelier te Almelo
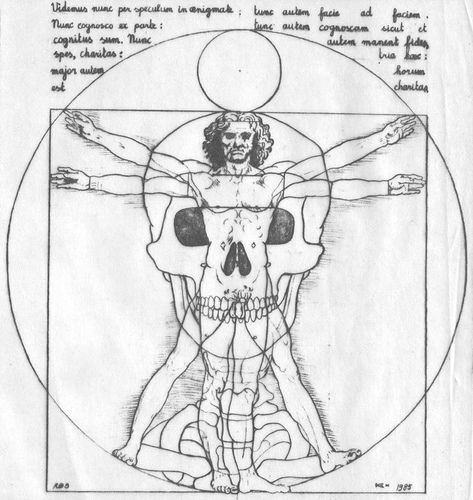
Vitruvian Rob
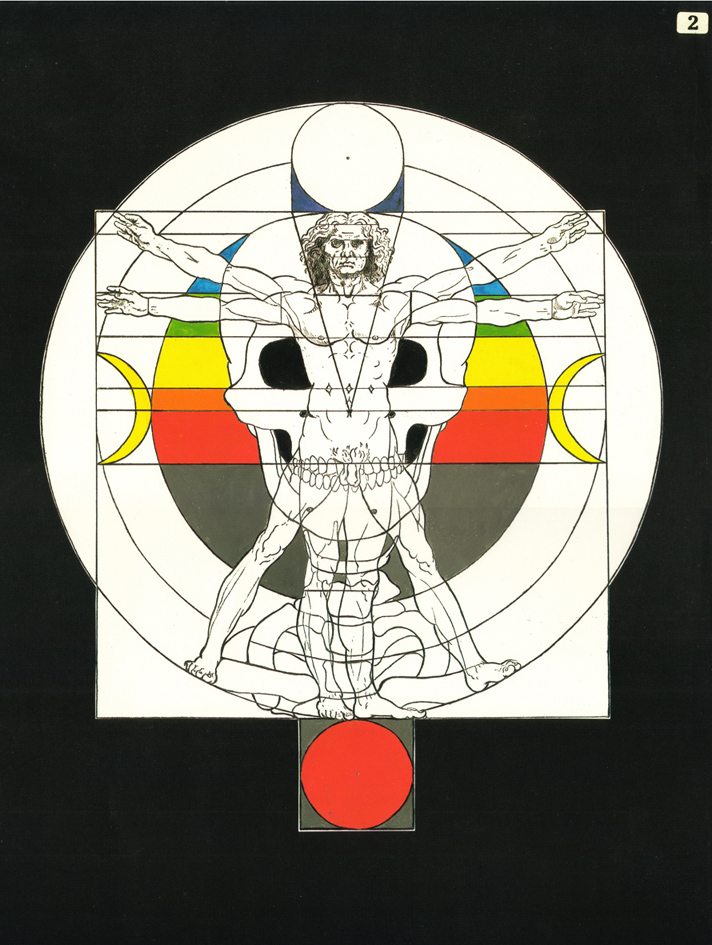
VITRUVIAN MAN 2
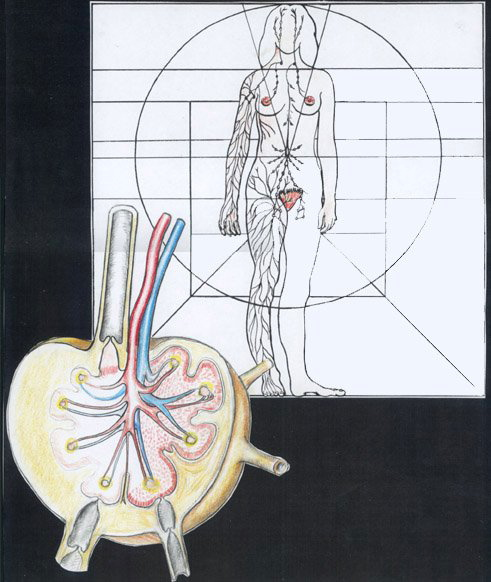
Vitruvian female
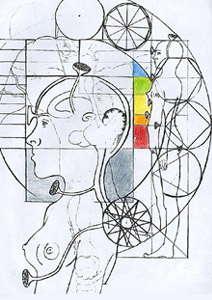
Vitruvian chakras
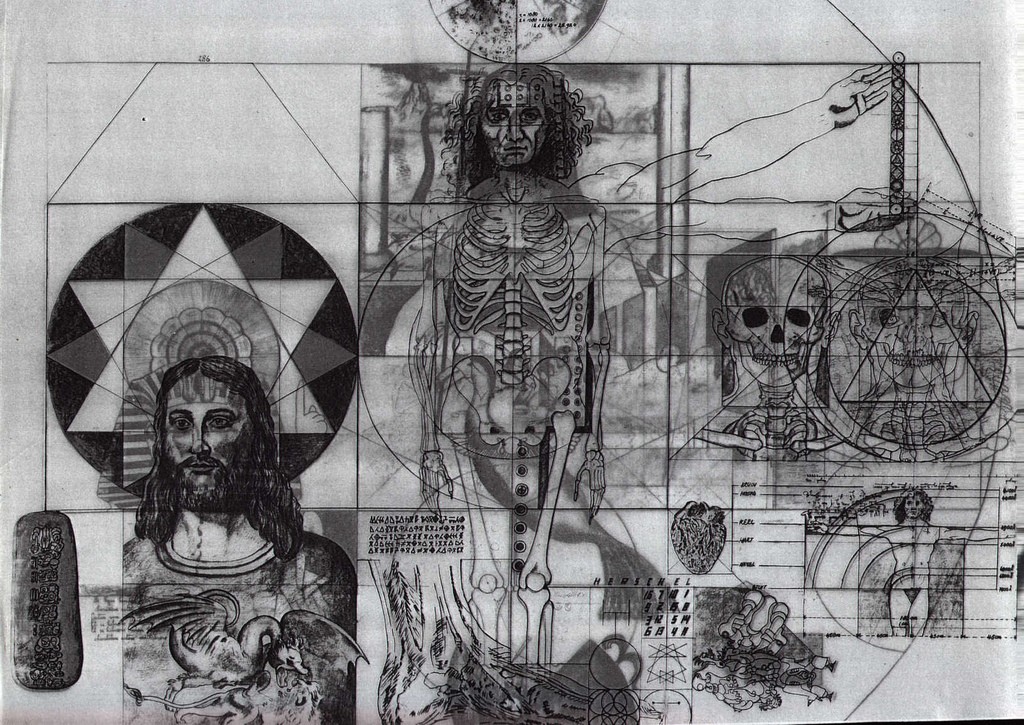
Vitrivian Man & Last Supper